# Anahita syriaca
Anahita syriaca är en spindelart som först beskrevs av O. Pickard-Cambridge 1872.  Anahita syriaca ingår i släktet Anahita och familjen Ctenidae.
Artens utbredningsområde är Israel. Inga underarter finns listade i Catalogue of Life.